# A Bar Song (Tipsy)
〈A Bar Song (Tipsy)〉是美國歌手Shaboozey的歌曲，於2024年4月12日發行。該曲收錄於專輯《Where I've Been, Isn't Where I'm Going》，改編自J-Kwon的2004年單曲《Tipsy》。該曲發行後於多地榜上有名，為加拿大、英國、瑞典等地的冠軍單曲。

## 背景與發行
2024年3月29日，碧昂絲的錄音室專輯《Cowboy Carter》發行，其中Shaboozey與她合作演出了兩首歌曲〈Spaghetti〉和〈Sweet / Honey / Buckiin〉。4月12日，在《Cowboy Carter》的話題蔓延下，Shaboozey的團隊趁此機會，提前三週發行〈A Bar Song (Tipsy)〉。該曲改編自J-Kwon的2004年單曲《Tipsy》，並加入乡村音乐的元素。該曲的歌詞歌講述了一位工作上遇挫，並透過在酒吧裡喝酒發洩情緒的人。

## 商業表現
〈A Bar Song (Tipsy)〉於《告示牌》熱門鄉村歌曲榜獲得第一名。該曲和碧昂絲的歌曲〈Texas Hold 'Em〉為史上首次由兩位黑人歌手連續兩週在該榜奪冠。

## 排行榜
| 排行榜（2024年）                     | 最高排名 |
| ------------------------------------ | -------- |
| 澳大利亚（澳大利亚唱片业协会榜）     | 3        |
| 奥地利（Ö3四十强单曲榜）             | 9        |
| 比利时佛兰德（Ultratop五十强单曲榜） | 7        |
| 加拿大（Canadian Hot 100）           | 1        |
| 加拿大（《告示牌》Canada CHR）       | 4        |
| 加拿大（《告示牌》Canada Country）   | 4        |
| 加拿大（《告示牌》Canada Hot AC）    | 12       |
| 捷克（百強數位單曲榜）               | 50       |
| 丹麥（Tracklisten）                  | 8        |
| 芬兰（芬蘭官方單曲榜）               | 50       |
| 法國（SNEP）                         | 140      |
| 德国（德國官方單曲榜）               | 21       |
| 全球（Billboard Global 200）         | 3        |
| 希臘（IFPI）                         | 85       |
| 冰島（Plötutíðindi）                 | 19       |
| 愛爾蘭（愛爾蘭唱片音樂協會单曲榜）   | 4        |
| 荷兰（荷蘭四十強單曲榜）             | 8        |
| 荷兰（百强单曲榜）                   | 47       |
| 新西兰（新西兰唱片音乐协会）         | 3        |
| 挪威（世道榜）                       | 1        |
| 葡萄牙（葡萄牙唱片業協會单曲榜）     | 145      |
| 斯洛伐克（電台百強單曲榜）           | 74       |
| 斯洛伐克（百強數位單曲榜）           | 29       |
| 南非（TOSAC）                        | 3        |
| 瑞典（瑞典最熱榜）                   | 1        |
| 瑞士（瑞士热门音乐榜）               | 5        |
| 英國（官方榜单公司單曲榜）           | 3        |
| 英國（官方榜单公司獨立榜）           | 1        |
| 美国（《告示牌》百大單曲榜）         | 1        |
| 美國（《告示牌》Adult Pop Airplay）  | 8        |
| 美國（《告示牌》Country Airplay）    | 6        |
| 美國（《告示牌》热门乡村歌曲榜）     | 1        |
| 美國（《告示牌》Pop Airplay）        | 8        |
| 美國（《告示牌》Rhythmic Songs）     | 5        |

## 銷量認證
| 地區                                 | 认证    | 认证单位/销量 |
| ------------------------------------ | ------- | ------------- |
| 新西兰（新西兰唱片音乐协会）         | 白金    | 30,000‡       |
| 英国（英国唱片业协会）               | 金      | 400,000‡      |
| 美国（美國唱片業協會）               | 2× 白金 | 2,000,000‡    |
| 串流媒體                             |         |               |
| 瑞典（瑞典唱片業協會）               | 白金    | 12,000,000†   |
| ‡僅含認證的+實際銷量 †僅含認證的銷量 |         |               |